# Koikla
Koordinaten: 58° 29′ N, 22° 47′ O
Koikla (deutsch Koiküll) ist ein Dorf (estnisch küla) auf der größten estnischen Insel Saaremaa. Es gehört zur Landgemeinde Saaremaa (bis 2017: Landgemeinde Leisi) im Kreis Saare.

## Einwohnerschaft und Lage
Das Dorf hat 55 Einwohner (Stand 31. Dezember 2011). Es liegt 32 Kilometer nordöstlich der Inselhauptstadt Kuressaare.

## Gut
Der Hof wurde erstmals 1399 unter dem Namen Koykele urkundlich erwähnt. Der Bischof des Bistums Ösel-Wiek verlehnte ihn damals an einen gewissen Winrich Berent Rode. Von 1520 bis 1641 stand das Gut im Eigentum der deutschbaltischen Familie von Berg. Er wurde in den folgenden Jahrhunderten immer weiter vergrößert. 1909 wurde das Bauernland an die russische Bauern-Agrar-Bank veräußert. Der Kern des Guts gehörte von 1869 bis zur Enteignung im Zuge der estnischen Landreform der Familie von zur Mühlen.
Das eingeschossige Herrenhaus als Holz wurde wahrscheinlich Ende des 19. Jahrhunderts errichtet. Es wurde vor dem Zweiten Weltkrieg stark umgebaut. Lange Zeit war darin die Grundschule des Ortes untergebracht, später ein Kaufladen. Erhalten ist heute auch noch der historische Park des Guts.